# روز مجردها

روز مجردها یک روز ویژه در چین است که در آن مجردها، مجرد بودن را جشن می‌گیرند. روز ۱۱ نوامبر هم به همین جهت انتخاب شده که در تقویم میلادی به شکل ۱۱/۱۱ نوشته می‌شود و عدد یک در آن تکرار شده‌است.